# Adam Gengler
Adam Gengler, ab 1861 Ritter von Gengler (auch Adam von Gengler; * 26. September 1799 in Bamberg; † 1. April 1866 ebenda), war ein deutscher römisch-katholischer Geistlicher, Theologe und Hochschullehrer.

## Leben
Gengler war Sohn eines Metzgermeisters. Er besuchte das Bamberger Gymnasium und durchlief anschließend das Bamberger Lyzeum. Seine Priesterweihe erfolgte am 19. Oktober 1822 in Bamberg. 1824 erhielt er einen Ruf als Professor der Logik und Religionslehre am geplanten hochschulischen Lyzeum in Landshut. Nachdem das Lyzeum erst 1826 den Betrieb aufnahm, ging Gengler mit Erlaubnis der Regierung zuvor zum weiteren Studium an die Universität Tübingen. Die dortige Theologische Fakultät promovierte ihn schließlich 1828 zum Doktor der Theologie.
Gengler folgte 1828 einem Ruf als Professor der Kirchengeschichte und des Kirchenrechts an das Bamberger Lyzeum. Dort war er außerdem Dozent für Enzyklopädie und Methodologie der Theologie. Weitere Berufungen, beispielsweise 1832 als Professor für Moraltheologie und Neutestamentliche Exegese an die Ludwig-Maximilians-Universität München, lehnte er ab. Seine Lehrtätigkeit stellte er im Februar 1849 ein. Er stand jedoch dem Lyzeum von 1850 bis 1852 als Rektor vor.
Gengler wurde 1842 zum Domkapitular und 1848 zum Domdekan des Bamberger Domkapitels ernannt. Außerdem war er Vorstand des Bamberger Metropolitansappellationsgerichts in Generalvikariats- und Ehesachen. König Maximilian II. Joseph von Bayern ernannte ihn 1858 zum Erzbischof von Bamberg. Gengler schlug die Ernennung allerdings aus, da er eine Zurückweisung des Heiligen Stuhls fürchtete.
Gengler erhielt 1861 des Ritterkreuz des Verdienstordens der Bayerischen Krone und wurde in diesem Zug in den persönlichen Adelsstand erhoben. Bereits 1851 wurde er mit dem Ritterkreuz I. Klasse des Verdienstordens vom Heiligen Michael ausgezeichnet.

## Werke (Auswahl)
- Über das Verhältniss der Theologie zur Philosophie, Weber, Landshut 1826.
- Das Glaubens-Princip der griechischen Kirche, im Vergleiche mit dem der römisch-katholischen Kirche und andern religiösen Denkweisen unserer Zeit, Klebsadel, Bamberg 1829.
- Von den Rechten des Staates und der Kirche in Bezug auf die Bildung des Klerus, Dresch, Bamberg 1830.
- Die Ideale der Wissenschaft, oder: die Encyclopädie der Theologie, Dresch, Bamberg 1834.
- Kritik einer Kritik in einem Briefe an Herrn Professor Dr. v. Drey in Tübingen, Dresch, Bamberg 1835.
- De ecclesia invisibili eademque visibili dogma catholicorum acatholicorumque, Klebsadel, Bamberg 1837.